# Медгейзен
Медгейзен (нід. Meedhuizen, нід. вимова: [meːtɦœyzə(n)]) — село в нідерландській провінції Гронінген. Входить до складу муніципалітету Емсделта.
Його площа становить 0,41км², а населення станом на 2021 рік складало 390 осіб.
Перша згадка про населений пункт датується 1306 роком.

## Галерея

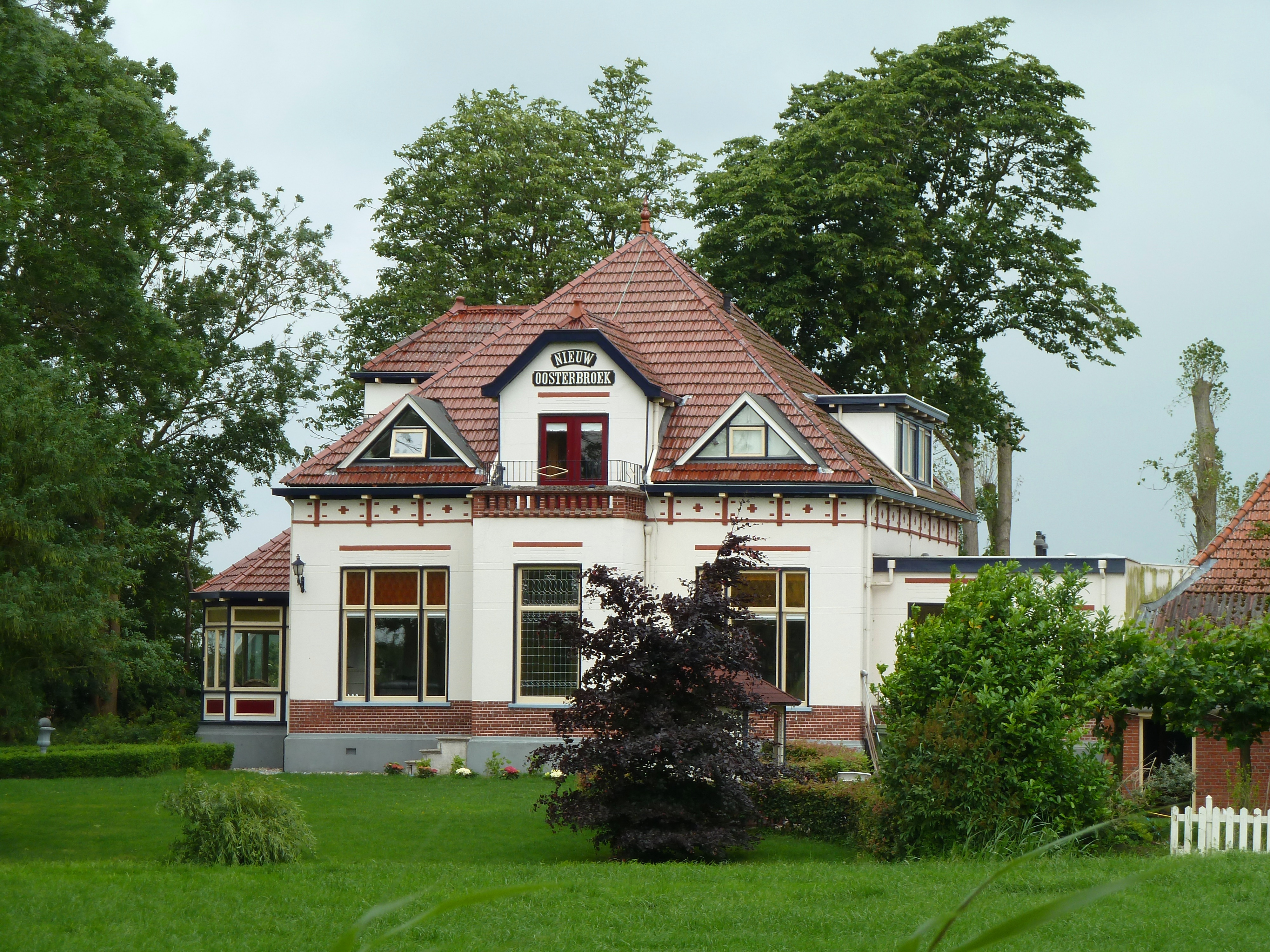
Вілла Nieuw Oosterbroek
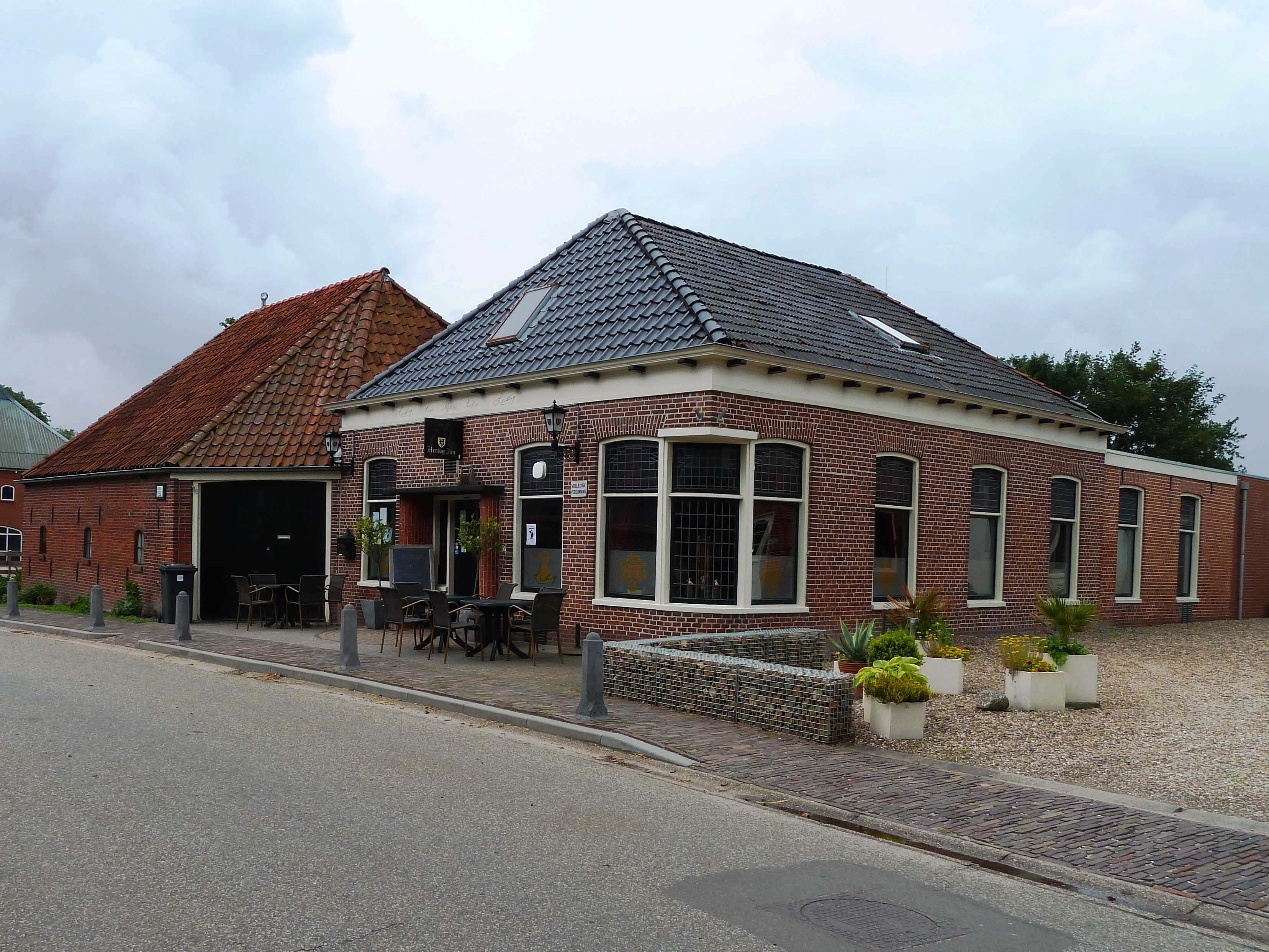
Сільський паб
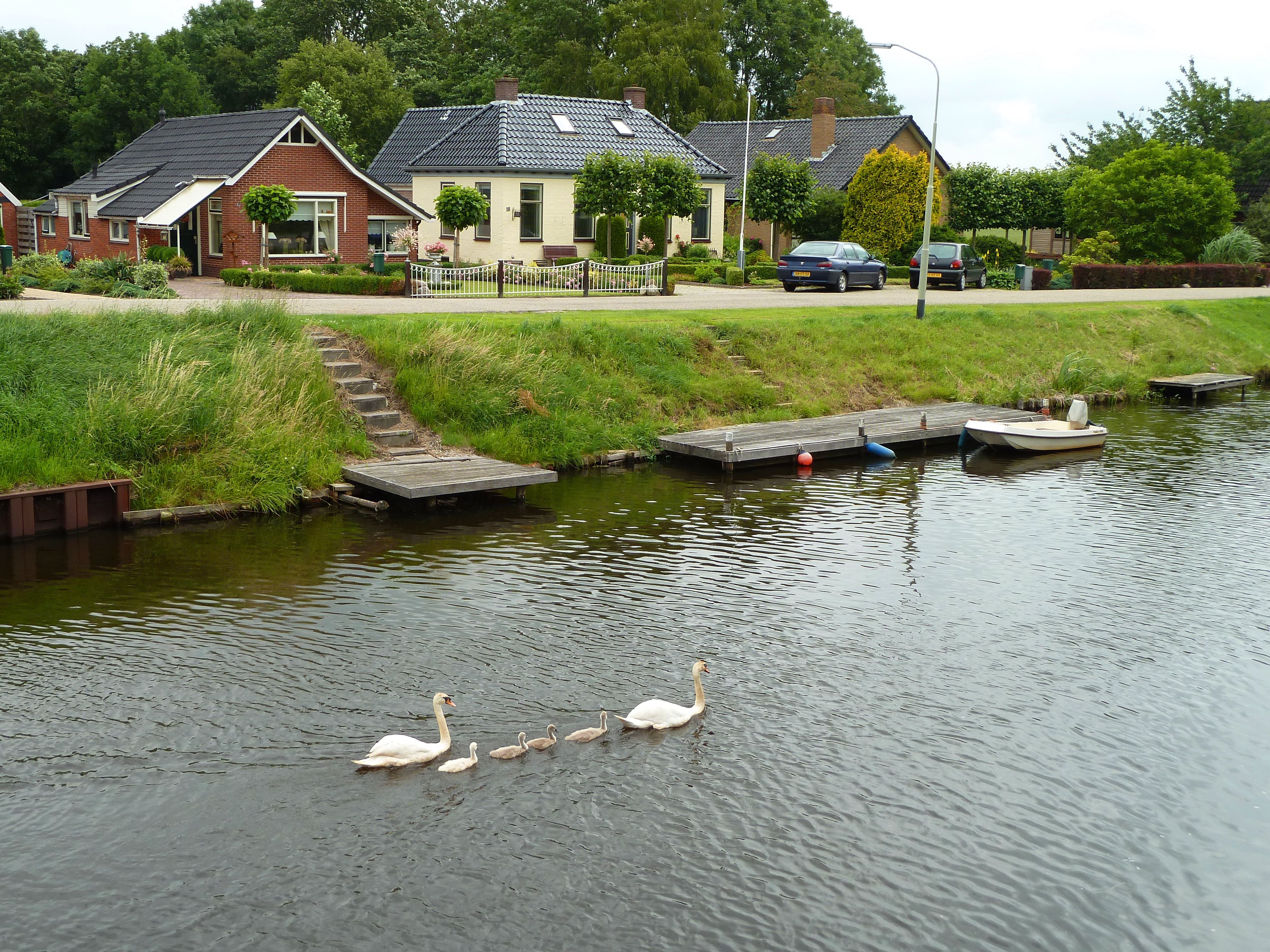
Панорама каналу
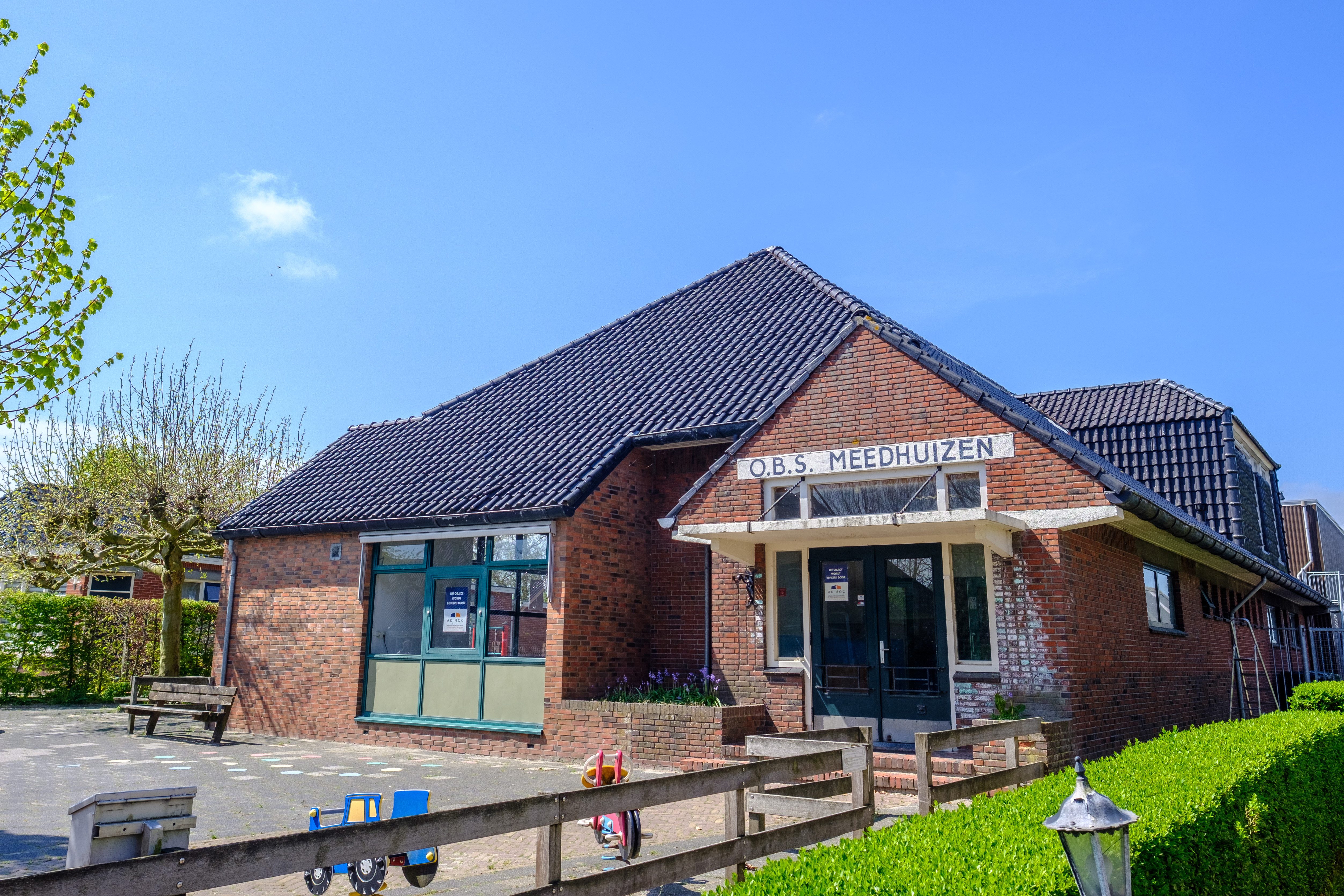
Будівля колишньої школи